# Хассельхофф, Дэвид
Дэвид Майкл Хассельхофф (англ. David Michael Hasselhoff; род. 17 июля 1952[…], Балтимор, Мэриленд) — американский актёр и певец. Наиболее известен по ролям в телесериалах «Рыцарь дорог» и «Спасатели Малибу».

## Биография
Родился 17 июля 1952 года в Балтиморе, штат Мэриленд. По отцовской линии имеет немецкое происхождение. По окончании колледжа Бэйтс он учился в Оклендском университете, а также в Калифорнийском университете искусств. Изначально Хассельхофф намеревался посвятить себя мюзиклам и выступать на Бродвее, однако в 1975 году он с успехом дебютировал в телесериале «Молодые и дерзкие», что положило начало его актёрской карьере.
С 1982 по 1986 год он снимался в фантастическом сериале «Рыцарь дорог», где сыграл одну из наиболее известных своих ролей — Майкла Найта. В сериале-продолжении 2008 года Хассельхоф снова появился, но только в пилотной серии. С конца 1980-х Хассельхофф начал работать в музыкальной сфере и записал несколько поп-альбомов. С 1989 года он начал сниматься в популярном телесериале «Спасатели Малибу» в роли Митча Бьюкеннона. В 1996 году у Хассельхоффа появилась собственная звезда на Голливудской аллее славы, а в 2000 году он дебютировал на Бродвее в мюзикле «Джекилл и Хайд». В 2008 году снялся в роли вице-президента США в компьютерной игре Command & Conquer: Red Alert 3. В 2015 вышел короткометражный фильм «Кунг Фьюри», в котором Хассельхофф исполняет песню в финальных титрах. По этой песне был снят видеоклип, включающий в себя ряд изменённых кадров из фильма с участием самого певца. Видео на песню, выложенное на YouTube, на 07 августа 2017 года собрало более 29 миллионов просмотров.
В 1989—2006 года он был женат на актрисе и бизнесвумен Памеле Бах (1963—2025), от которой имеет двух дочерей — Тейлор-Энн Дженис Хассельхофф (род. 5 мая 1990) и Хейли Эмбер Хассельхофф (род. 26 августа 1992), после развода супругов опеку над детьми получил Хассельхофф.

### Общественная деятельность
В 2013 году участвовал в протестах против планов сноса части Берлинской стены. В 2019 году призвал мэра Берлина Михаэля Мюллера остановить строительство высотного здания рядом с Ист-Сайдской галереей.

## Избранная фильмография
- 1975—1982 — Молодые и дерзкие / The Young and the Restless
- 1979 — Столкновение звёзд / Starcrash
- 1982—1986 — Рыцарь дорог / Knight Rider
- 1991 — Рыцарь дорог 2000 / Knight Rider 2000
- 1989—2000 — Спасатели Малибу / Baywatch
- 1998 — Ник Фьюри: Суперагент / Nick Fury: Agent of S.H.I.E.L.D.
- 2004 — Вышибалы / Dodgeball: A True Underdog Story
- 2004 — Губка Боб Квадратные Штаны / The SpongeBob SquarePants Movie
- 2006 — Клик: С пультом по жизни / Click
- 2008 — Анаконда 3: Цена эксперимента / Anaconda 3: Offspring
- 2008 — Рыцарь дорог (фильм) / Knight Rider
- 2008 — 2009 — Рыцарь дорог (телесериал 2008) / Knight Rider
- 2009 — Легенда о танцующем ниндзя / The Legend of the Dancing Ninja
- 2008 — Command & Conquer: Red Alert 3
- 2011 — Бунт ушастых / Hop
- 2015 — Кунг Фьюри / Hoff 9000 (голос)
- 2015 — Акулий торнадо 3 / Sharknado 3: Oh Hell No! — Гилберт Грейсон Шепард, полковник НАСА в отставке
- 2016 — Акулий торнадо 4: Пробуждение / Sharknado: The 4th Awakens — полковник Гилберт Шепард
- 2017 — Спасатели Малибу / Baywatch
- 2017 — Стражи Галактики. Часть 2 / Guardians of the Galaxy Vol. 2

## Дискография

### Альбомы

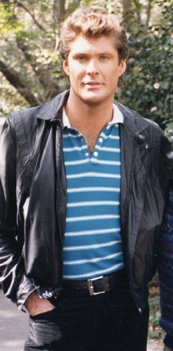
Дэвид Хассельхофф в 1986 году

| 1985                                    | Night Rocker                                 | 1  | —  | —  |  |  |  |  |  |
| 1987                                    | Lovin' Feelings                              | 11 | —  | —  |  |  |  |  |  |
| 1989                                    | Knight Lover                                 | —  | —  | 17 |  |  |  |  |  |
| 1989                                    | Looking for Freedom                          | 5  | 1  | 3  |  |  |  |  |  |
| 1990                                    | Crazy for You                                | 1  | —  | 1  |  |  |  |  |  |
| 1991                                    | David                                        | 1  | 12 | 7  |  |  |  |  |  |
| 1992                                    | Everybody Sunshine                           | 16 | 21 | 17 |  |  |  |  |  |
| 1993                                    | You Are Everything                           | 10 | 20 | 27 |  |  |  |  |  |
| 1994                                    | Du                                           | 21 | 43 | 41 |  |  |  |  |  |
| 1995                                    | Looking for … the Best                       | 50 | —  | —  |  |  |  |  |  |
| 1995                                    | David Hasselhoff                             | —  | —  | —  |  |  |  |  |  |
| 1997                                    | Hooked on a Feeling                          | 49 | —  | 41 |  |  |  |  |  |
| 2000                                    | Magic Collection                             | —  | —  | —  |  |  |  |  |  |
| 2004                                    | David Hasselhoff Sings America               | 11 | 27 | —  |  |  |  |  |  |
| 2004                                    | The Night Before Christmas                   | —  | —  | —  |  |  |  |  |  |
| 2005                                    | David Hasselhoff Sings American Gold Edition | —  | —  | —  |  |  |  |  |  |
| «—» denotes releases that did not chart |                                              |    |    |    |  |  |  |  |  |
| 2019                                    | Open Your Eyes                               |    |    |    |  |  |  |  |  |
| 2021                                    | Party Your Hasselhoff                        |    |    |    |  |  |  |  |  |

### Синглы
| Year                                    | Single                              | Peak chart positions | Peak chart positions | Peak chart positions | Peak chart positions | Peak chart positions | Peak chart positions | Peak chart positions |
| Year                                    | Single                              | AUT                  | FRA                  | GER                  | NED                  | SWI                  | UK                   | AUS                  |
| --------------------------------------- | ----------------------------------- | -------------------- | -------------------- | -------------------- | -------------------- | -------------------- | -------------------- | -------------------- |
| 1989                                    | «Looking for Freedom»               | 1                    | 12                   | 1                    | 31                   | 1                    | —                    | —                    |
| 1989                                    | «Our First Night Together»          | —                    | —                    | —                    | —                    | 14                   | —                    | —                    |
| 1989                                    | «Is Everybody Happy?»               | —                    | —                    | 8                    | —                    | 8                    | —                    | —                    |
| 1990                                    | «Freedom for the World»             | 30                   | —                    | 48                   | —                    | —                    | —                    | —                    |
| 1990                                    | «Flying on the Wings of Tenderness» | —                    | —                    | 22                   | —                    | —                    | —                    | —                    |
| 1990                                    | «Crazy for You»                     | 4                    | —                    | 18                   | —                    | 21                   | —                    | —                    |
| 1991                                    | «Do the Limbo Dance»                | 1                    | —                    | 12                   | —                    | 19                   | —                    | —                    |
| 1991                                    | «Gipsy Girl»                        | 12                   | —                    | —                    | —                    | —                    | —                    | —                    |
| 1991                                    | «Hands Up For Rock 'n' Roll»        | 30                   | —                    | —                    | —                    | —                    | —                    | —                    |
| 1992                                    | «Everybody Sunshine»                | 26                   | —                    | —                    | —                    | 27                   | —                    | —                    |
| 1993                                    | «Wir zwei allein» (with Gwen)       | 4                    | —                    | —                    | —                    | 10                   | —                    | —                    |
| 1993                                    | «If I Could Only Say Goodbye»       | —                    | —                    | —                    | —                    | —                    | 35                   | —                    |
| 1993                                    | «The Girl Forever»                  | —                    | —                    | 78                   | —                    | —                    | —                    | —                    |
| 1996                                    | «Hooked On A Feeling»               | 36                   | —                    | —                    | —                    | —                    | —                    | —                    |
| 2005                                    | «Limbo Dance»                       | —                    | —                    | 98                   | —                    | —                    | —                    | —                    |
| 2006                                    | «Jump in My Car»                    | 61                   | —                    | —                    | —                    | —                    | 3                    | 50                   |
| 2015                                    | «True Survivor»                     | —                    | —                    | —                    | —                    | —                    | —                    | —                    |
| «—» denotes releases that did not chart |                                     |                      |                      |                      |                      |                      |                      |                      |